# Place du Potro
La place du Potro (en français, place du Poulain) est une des places les plus célèbres de la ville de Cordoue (Espagne), située dans le quartier de San Francisco-Ribera.
Au centre de la place jaillit la fontaine éponyme, construite en 1577. Elle est couronnée d'une petite statue représentant un poulain cabré soutenant un écu figurant le blason de Cordoue.
On trouve aussi dans cette place la fameuse Auberge du Poulain, citée par Cervantes dans Don Quichotte, le musée des beaux-arts de Cordoue et le musée Julio Romero de Torres.

## Histoire
La place était à l'origine de forme carrée, enfermée par des bâtiments aux quatre côtés. l'Hôpital de la Charité est fondé à l'aube du XVe siècle, ce qui diminue considérablement les dimensions de la place et modifie sa forme,.
En 1577 est érigée la fontaine du Poulain,. Elle est déplacée en 1847 depuis l'autre côté de la place jusqu'à son emplacement actuel, et ornée de la sculpture actuellement visible.
Dans les années 1870 est rasée l'Auberge de la Madera, afin d'ouvrir au sud une perspective sur le fleuve Guadalquivir.
La mairie y installe en 1924 la colonne de victoire de Saint Raphaël, jusque-là sur la place de l'Ange.

En 1964 une réplique de la sculpture équestre est offerte à la ville jumelée de Xérès (province de Cadix). Cette réplique se trouve aujourd'hui dans la place de Bethléem de cette ville.

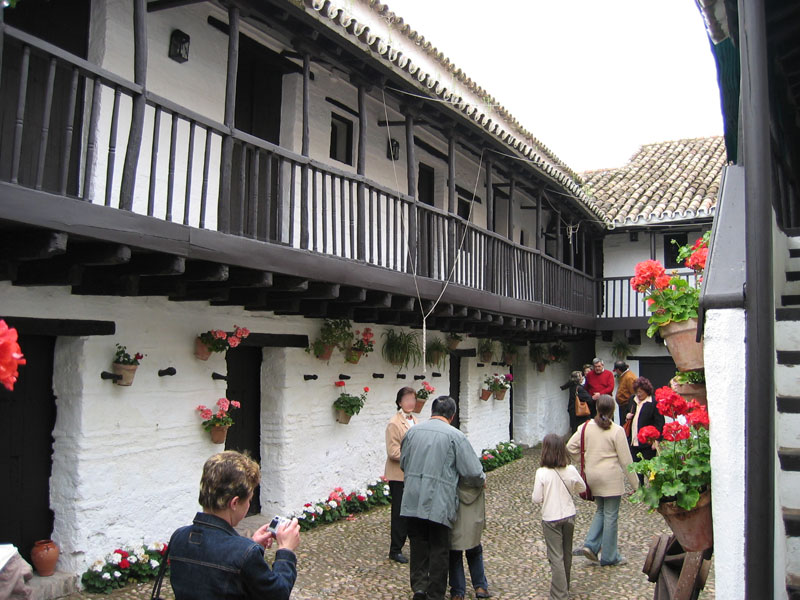
Patio de l'Auberge du Poulain.

## Toponyme
Plusieurs théories expliquent l'origine du nom de la place. Soit d'une ancienne auberge où se vendaient des poulains, soit de la sculpture du poulain (en espagnol, potro) qui décore la fontaine de la place,.

## La fontaine du Poulain

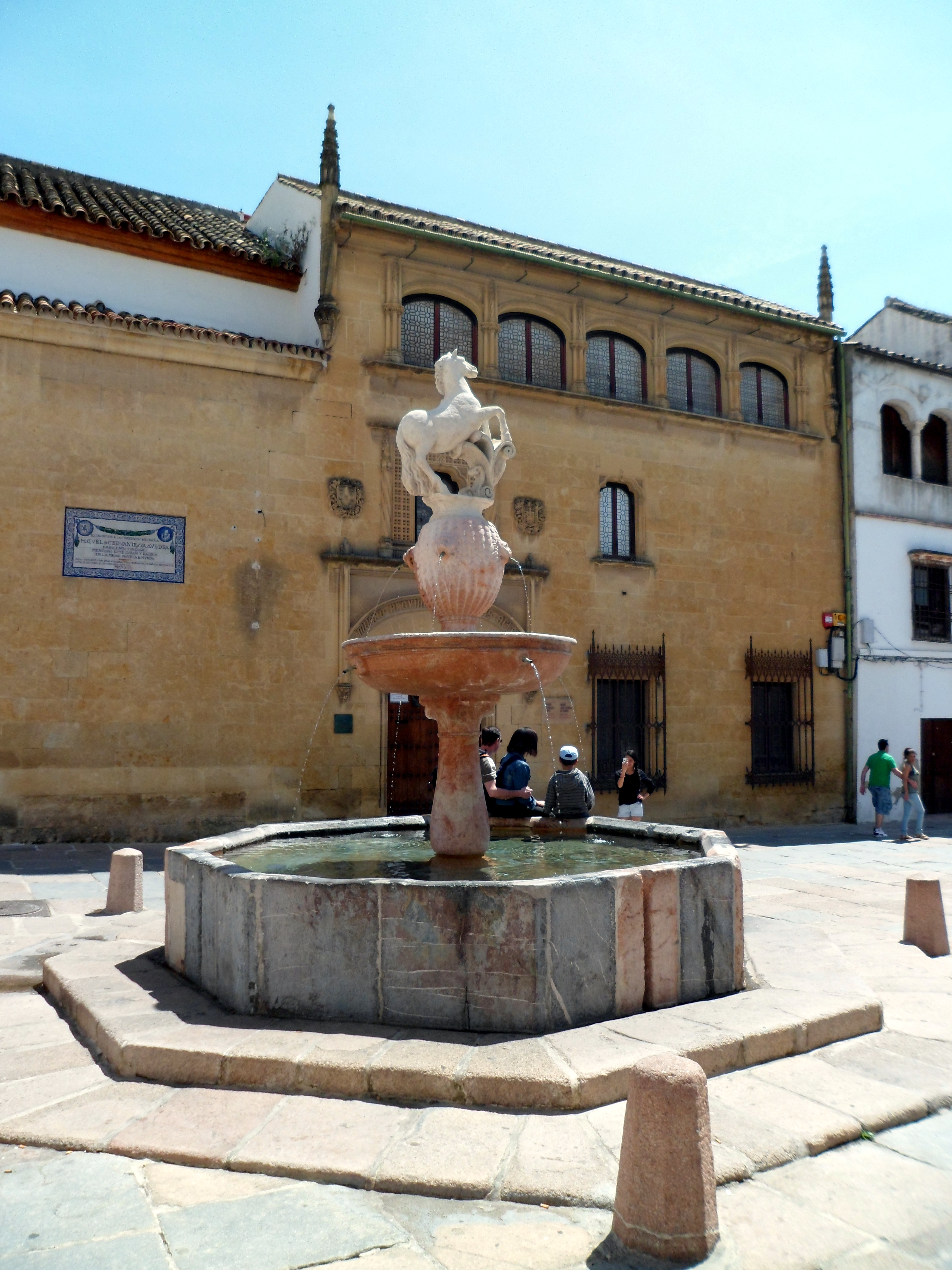
Fontaine du Poulain, en 2013.

### Histoire
La fontaine fut construite en 1577, sous le règne de Philippe II. La sculpture est ajoutée un siècle plus tard. Jusqu'en 1847 elle était installée à l'endroit aujourd'hui occupé par la colonne de victoire de Saint Raphaël.

### Description
La fontaine est de style renaissance, de base octogonale. Quatre jets d'eau sortent du bassin supérieur, et quatre têtes de lion décorent la cruche supportant la sculpture. La cruche est restaurée en 2012.

## La colonne de victoire de Saint-Raphaël

### Histoire

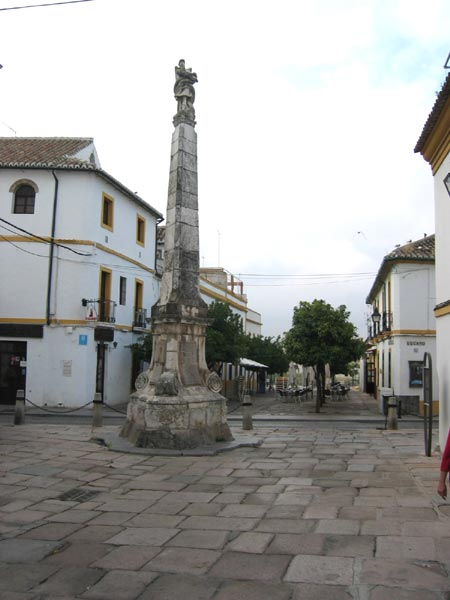
Colonne de victoire de Saint Raphaël sur la place du Potro, en 2011.

La colonne de victoire de Saint Raphaël (El Triunfo de San Rafael), située au sud-ouest de la place du Potro, est une des nombreuses colonnes votives de la de Cordoue dédiée à Saint Raphaël, saint-patron de la cité. Elle est l'œuvre du sculpteur français Jean-Michel Verdiguier. Venu de Marseille en 1756 avec Baltasar Dreveton, il l'érige comme remerciement de la population au saint pour sa protection lors du tremblement de terre de Lisbonne. Jean-Michel Verdiguier réalise également des statues pour les cathédrales de Cordoue et de Grenade.

### Description
La colonne de victoire semble une colline percée d'une grotte servant de support à une tour cylindrique sur laquelle est dressée une colonne au sommet de laquelle trône la statue du saint. Elle est haute de 2,60 m. Sur la colline, trois statues entourent la tour cylindrique. Selon Ramírez de Arellano elles figuraient à l'origine La Foi, la Dévotion et la Persévérance. Elles furent restaurées en 1924 en saint Aciscle, sainte Victoire et sainte Barbe. Les deux premiers saints sont placés au nord : il s'agit du frère et de la sœur martyrisés sous le règne de Septime Sévère. Sainte Barbe est placée au sud.

### Inscription
Desde un rincon de la ciudad donde se hallaba fue trasladado aqui este monumento restaurado en el año MCMXXIV. (Depuis un recoin de la cité où il était, a été déplacé ici ce monument restauré en l'an MCMXXIV [1924].)
El dia 27 de octubre de 1924 se celebro con gran solemnidad la inauguracion y bendicion de este triunfo obra del escultor d. miguel verdiguier. (Le 27 octobre 1924 fut célébré en grande pompe l'inauguration et la bénédiction de cette colonne œuvre du sculpteur D.[pour Don, Sir] Michel Verdiguier.)